# جاك إدواردز
جاك إدواردز (بالإنجليزية: Jack Edwards)‏ (27 ديسمبر 1921 في المملكة المتحدة - 1 مارس 2009 في المملكة المتحدة) هو لاعب كرة قدم بريطاني (وحمل سابقاً جنسية المملكة المتحدة لبريطانيا العظمى وأيرلندا) في مركز الوسط. لعب مع نادي روذرهام يونايتد.